# 下条忠親
下条 忠親（げじょう ただちか）は、安土桃山時代から江戸時代初期にかけての武将。上杉氏の家臣。蒲原郡白河庄下條を治める。

## 略歴
河田元親の次男として誕生。揚北衆の下条実親の養子となった。天正6年（1578年）の御館の乱や同9年（1581年）の新発田重家の乱において上杉景勝方として行動した。
主家の会津移封時には秋山定綱と共に二本松城代を勤める。慶長6年（1601年）、上杉家の米沢転封にも従い、慶長13年（1608年）に鮎貝城代となり、慶長19年（1614年）の大坂冬の陣にも参戦している。